# Шмит, Константин Конрадович
Константин Конрадович Шмит (1835—1894) — генерал-лейтенант, герой Русско-турецкой войны 1877—1878 годов.

## Биография
Родился 12 мая 1835 года. Образование получил в Школе гвардейских подпрапорщиков и кавалерийских юнкеров.
Выпущен в строй 13 августа 1853 года прапорщиком в лейб-гвардии Семёновский полк и в конце того же года оказался в действующей против турок армии. 27 марта 1855 года произведён в подпоручики и далее получил чины поручика (23 апреля 1861 года) и штабс-капитана (19 мая 1863 года).
В 1863—1864 годах Шмит сражался против восставших поляков, за отличие был награждён орденом св. Анны 3-й степени. Примерно с этого времени он командовал ротой Семёновского полка.
30 августа 1867 года произведён в капитаны и 17 апреля 1870 года — в полковники. С 1870 года командовал батальоном в лейб-гвардии Семёновском полку. 21 февраля 1872 года получил звание флигель-адъютанта. В 1 ноября 1876 года Шмит был назначен командиром лейб-гвардии 2-го стрелкового батальона, а 19 марта следующего года — командующим лейб-гвардии Павловским полком.
Принимал участие в Русско-турецкой войне 1877—1878 годов, за переход через Балканы он 10 февраля 1878 года был произведён в генерал-майоры с зачислением в Свиту Его Величества и утверждением в должности командира Павловского полка. Также он был награждён золотой саблей с надписью «За храбрость». За взятие Филиппополя он получил орден св. Владимира 3-й степени с мечами.
18 мая 1884 года Шмит сдал полк следующему командиру полковнику Р. Т. Мевесу и был назначен командиром 2-й бригады 2-й гвардейской пехотной дивизии, 21 июня того же года Высочайше повелено числиться в списках Павловского полка. 14 ноября 1888 года получил в командование 1-ю бригаду той же дивизии, а ровно через год, 11 ноября 1889 года - 1ю бригаду 1-й гвардейской пехотной дивизии. С 29 сентября 1890 года командовал 7-й пехотной дивизией, с зачислением по гвардейской пехоте, и 30 августа 1891 года произведён в генерал-лейтенанты.
Скончался 26 марта 1894 года в Берлине, погребён в ныне утраченной Троицкой церкви на Смоленском православном кладбище в Санкт-Петербурге.

## Награды
Среди прочих наград Шмит имел ордена:
- Орден Святой Анны 3-й степени (1864 год)
- Орден Святого Станислава 2-й степени (1867 год, императорская корона к этому ордену пожалована в 1870 году)
- Орден Святой Анны 2-й степени (1872 год)
- Орден Святого Владимира 4-й степени (1874 год)
- Орден Святого Владимира 3-й степени с мечами (1878 год)
- Золотая сабля с надписью «За храбрость» (1878 год)
- Орден Святого Станислава 1-й степени (1882 год)
- Орден Святой Анны 1-й степени (1885 год)
- Орден Святого Владимира 2-й степени (1888 год)